# Fatih Avan
Fatih Avan (Andırın, 1º gennaio 1989) è un giavellottista turco.

## Biografia
Inizia la sua carriera agonistica internazionale prendendo parte a 17 anni alle Gymnasiadi del 2006, vincendo la medaglia di bronzo. Tre anni dopo partecipò alla 16ª edizione dei Giochi del Mediterraneo, a Pescara, conquistando la medaglia d'oro con un lancio di 79,78 m, stabilendo il suo record personale. Gareggiò ai Mondiali di quell'anno senza però andare oltre le qualificazioni.
Nel 2011 inanellò una serie di successi tra cui la medaglia d'oro agli Europei U23 ad Ostrava, migliorandosi costantemente e comportando l'avanzamento progressivo del record nazionale turco di lancio del giavellotto. Stabilì l'attuale record nazionale, di 85,60 m, durante il campionato nazionale turco nel 2012, stesso anno in cui si qualificò alle Olimpiadi di Londra, non riuscendo però ad ottenere ivi lo stesso successo.
Nel 2013 trionfò ai Giochi del Mediterraneo e fu premiato con l'argento ai Giochi della solidarietà islamica. Pur rimanendo ai massimi livelli in ambito nazionale, non centrò la qualificazioni ai Giochi olimpici del 2016.
Con la nazionale turca, ha per quattro volte partecipato agli Europei a squadre.

## Record nazionali
- Lancio del giavellotto: 84,69 m ( Riga, 8 giugno 2011)[4]
- Lancio del giavellotto: 84,79 m ( Bruxelles, 16 settembre 2011)[5]
- Lancio del giavellotto: 85,60 m ( Smirne, 20 maggio 2012)[6]

## Palmarès
| Anno | Manifestazione          | Sede      | Evento                 | Risultato | Prestazione | Note |
| ---- | ----------------------- | --------- | ---------------------- | --------- | ----------- | ---- |
| 2006 | Gymnasiadi              | Salonicco | Lancio del giavellotto | Bronzo    | 68,92 m     |      |
| 2009 | Giochi del Mediterraneo | Pescara   | Lancio del giavellotto | Oro       | 79,78 m     |      |
| 2009 | Universiade             | Belgrado  | Lancio del giavellotto | 11º       | 73,31 m     |      |
| 2009 | Europei under 23        | Kaunas    | Lancio del giavellotto | 7º        | 75,50 m     |      |
| 2009 | Mondiali                | Berlino   | Lancio del giavellotto | 19º (q)   | 78,12 m     |      |
| 2011 | Europei under 23        | Ostrava   | Lancio del giavellotto | Argento   | 84,11 m     |      |
| 2011 | Universiade             | Shenzhen  | Lancio del giavellotto | Oro       | 83,79 m     |      |
| 2011 | Mondiali                | Taegu     | Lancio del giavellotto | 5º        | 83,34 m     |      |
| 2012 | Europei                 | Helsinki  | Lancio del giavellotto | 14º (q)   | 78,31 m     |      |
| 2012 | Giochi olimpici         | Londra    | Lancio del giavellotto | 20º (q)   | 78,87 m     |      |
| 2013 | Giochi del Mediterraneo | Mersin    | Lancio del giavellotto | Oro       | 83,84 m     |      |
| 2013 | Universiade             | Kazan'    | Lancio del giavellotto | Bronzo    | 81,24 m     |      |
| 2013 | Mondiali                | Mosca     | Lancio del giavellotto | 12º (q)   | 80,09 m     |      |
| 2013 | Giochi islamici         | Palembang | Lancio del giavellotto | Argento   | 78,15 m     |      |
| 2014 | Europei                 | Zurigo    | Lancio del giavellotto | 25º (q)   | 73,28 m     |      |
| 2018 | Giochi del Mediterraneo | Tarragona | Lancio del giavellotto | 5º        | 71,71 m     |      |

## Altre competizioni internazionali
2009
- Bronzo in Coppa Europa invernale di lanci ( Los Realejos), lancio del giavellotto - 74,82 m
- 7º agli Europei a squadre ( Bergen), lancio del giavellotto - 75,72 m

2010
- 4º in Coppa Europa invernale di lanci ( Arles), lancio del giavellotto - 74,55 m
- 7º agli Europei a squadre ( Budapest), lancio del giavellotto - 70,45 m

2011
- Oro in Coppa Europa invernale di lanci ( Sofia), lancio del giavelletto - 80,19 m
- Argento agli Europei a squadre ( Stoccolma), lancio del giavellotto - 77,31 m

2012
- Oro in Coppa Europa invernale di lanci ( Antivari), lancio del giavellotto - 81,09 m

2013
- 10º agli Europei a squadre ( Gateshead), lancio del giavellotto - 71,12 m

2015
- Bronzo in Coppa Europa invernale di lanci ( Leiria), lancio del giavellotto - 81,45 m